# Clemensia lactea
Clemensia lactea är en fjärilsart som beskrevs av Rothschild 1912. Clemensia lactea ingår i släktet Clemensia och familjen björnspinnare. Inga underarter finns listade i Catalogue of Life.